# 渡辺皓太
渡辺 皓太（わたなべ こうた、1998年10月18日 - ）は、神奈川県川崎市麻生区出身のプロサッカー選手。Jリーグ・横浜F・マリノス所属。ポジションはミッドフィールダー（MF）。元日本代表。
妻はタレントでロアッソ熊本ガールズアンバサダーの実紀。

## 来歴

### プロ入り前
F.F.VIGOREでサッカーを始めて、東京ヴェルディのジュニアチームに入団。ヴェルディの練習場が近いことから菅高等学校に入学。高校3年生になった2016年にトップチームに2種登録された。2016年5月3日、J2第11節のモンテディオ山形戦で途中出場しトップチームデビューを果たす。2016年7月、リオデジャネイロオリンピックに出場するU-23日本代表のトレーニングパートナーに選出された。2016年11月3日、2017年度からトップチームに内定したことが発表された。

### 東京ヴェルディ
2017年、東京ヴェルディに昇格した。4月9日、第9節の湘南ベルマーレ戦でシーズン初先発を果たした。6月20日、プロA契約締結が発表された。6月25日、第20節のFC町田ゼルビア戦でプロ初ゴールを決めた。2018年8月4日、第27節の大宮アルディージャ戦では先制点をアシストするなど存在感を見せた。
2019シーズンより背番号を7番に変更。7月19日、永井秀樹新監督の就任に伴い、新たにキャプテンに指名された。しかし、1ヶ月後の8日に横浜FMへの移籍を発表。キャプテン就任直後だった事もあり、ヴェルディサポーターから不満の声も上がり、ヴェルディの公式サイトでは「渡辺皓太選手移籍に関して永井秀樹監督から東京ヴェルディを支えてくださる皆様へ」というタイトルで声明を発表する事態となった。

### 横浜F・マリノス
2019年8月8日、完全移籍で横浜F・マリノスに加入することが発表された。8月17日、第23節のセレッソ大阪戦でJ1デビューを果たした。チームはJ1リーグ優勝を果たすも、自身はリーグ戦9試合の出場に留まった。
2020年、8月19日に行われた清水エスパルス戦でJ1初ゴールを決めたが、このシーズンも途中出場が多くレギュラー獲得とはならなかった。
2022シーズンより背番号を6番に変更。このシーズンからスタメンでの出場が増え、チームのJ1リーグ優勝に貢献した。
2024年5月11日、ACL決勝第1戦・アル・アインFCでは、逆転ゴールを決めた。

### 日本代表
2019年5月24日、コパ・アメリカに臨む東京五輪世代中心で構成された日本代表に初選出されたが、出場機会はなかった。
その後の東京オリンピックでは所属チームでポジションを掴めなかったことやオーバーエイジが使われたこともありメンバーに入ることができなかった。
2021年12月7日、次年1月21日に開催されるキリンチャレンジカップ2022・国内組（Jリーグ）のみで構成される日本代表メンバーとして招集されたが出場機会はなかった。

## 人物
- 2019年8月1日、タレントでロアッソ熊本ガールズアンバサダーの実紀と結婚したことを発表した[16][17]。

## 所属クラブ
- 2005年 - 2007年 F.F.VIGORE（川崎市立西生田小学校）
- 2008年 - 2010年 東京ヴェルディジュニア（川崎市立西生田小学校）
- 2011年 - 2013年 東京ヴェルディジュニアユース（川崎市立西生田中学校）
- 2014年 - 2016年 東京ヴェルディユース（神奈川県立菅高等学校→中央高等学院）
  - 2016年  東京ヴェルディ（2種登録選手）
- 2017年 - 2019年8月  東京ヴェルディ
- 2019年8月 -  横浜F・マリノス

## 個人成績
| 国内大会個人成績 | 国内大会個人成績 | 国内大会個人成績 | 国内大会個人成績 | 国内大会個人成績 | 国内大会個人成績 | 国内大会個人成績 | 国内大会個人成績 | 国内大会個人成績 | 国内大会個人成績 | 国内大会個人成績 | 国内大会個人成績 |
| 年度             | クラブ           | 背番号           | リーグ           | リーグ戦         | リーグ戦         | リーグ杯         | リーグ杯         | オープン杯       | オープン杯       | 期間通算         | 期間通算         |
| 年度             | クラブ           | 背番号           | リーグ           | 出場             | 得点             | 出場             | 得点             | 出場             | 得点             | 出場             | 得点             |
| 日本             | 日本             | 日本             | 日本             | リーグ戦         | リーグ戦         | リーグ杯         | リーグ杯         | 天皇杯           | 天皇杯           | 期間通算         | 期間通算         |
| ---------------- | ---------------- | ---------------- | ---------------- | ---------------- | ---------------- | ---------------- | ---------------- | ---------------- | ---------------- | ---------------- | ---------------- |
| 2016             | 東京V            | 33               | J2               | 11               | 0                | -                | -                | 1                | 0                | 12               | 0                |
| 2017             | 東京V            | 33               | J2               | 27               | 1                | -                | -                | 0                | 0                | 27               | 1                |
| 2018             | 東京V            | 33               | J2               | 36               | 2                | -                | -                | 0                | 0                | 36               | 2                |
| 2019             | 東京V            | 7                | J2               | 16               | 1                | -                | -                | 0                | 0                | 16               | 1                |
| 2019             | 横浜FM           | 26               | J1               | 9                | 0                | -                | -                | 2                | 0                | 11               | 0                |
| 2020             | 横浜FM           | 26               | J1               | 19               | 2                | 1                | 0                | -                | -                | 20               | 1                |
| 2021             | 横浜FM           | 26               | J1               | 26               | 0                | 7                | 0                | 0                | 0                | 33               | 0                |
| 2022             | 横浜FM           | 6                | J1               | 24               | 0                | 2                | 0                | 2                | 0                | 28               | 0                |
| 2023             | 横浜FM           | 6                | J1               | 34               | 2                | 7                | 0                | 0                | 0                | 41               | 2                |
| 2024             | 横浜FM           | 6                | J1               | 30               | 1                | 3                | 0                | 2                | 0                | 35               | 1                |
| 2025             | 横浜FM           | 6                | J1               |                  |                  |                  |                  |                  |                  |                  |                  |
| 通算             | 日本             | 日本             | J1               | 142              | 5                | 20               | 0                | 6                | 0                | 168              | 5                |
| 通算             | 日本             | 日本             | J2               | 90               | 4                | -                | -                | 1                | 0                | 91               | 4                |
| 総通算           | 総通算           | 総通算           | 総通算           | 232              | 9                | 20               | 0                | 7                | 0                | 259              | 9                |

- 2016年は2種登録選手

その他の公式戦
- 2017年
  - J1昇格プレーオフ 1試合0得点
- 2018年
  - J1参入プレーオフ 3試合0得点
- 2023年
  - FUJIFILM SUPER CUP 1試合0得点

| 国際大会個人成績 | 国際大会個人成績 | 国際大会個人成績 | 国際大会個人成績 | 国際大会個人成績 |
| 年度             | クラブ           | 背番号           | 出場             | 得点             |
| AFC              | AFC              | AFC              | ACL              | ACL              |
| ---------------- | ---------------- | ---------------- | ---------------- | ---------------- |
| 2020             | 横浜FM           | 26               | 2                | 0                |
| 2022             | 横浜FM           | 6                | 3                | 0                |
| 2023-24          | 横浜FM           | 6                | 12               | 2                |
| 通算             | AFC              | AFC              | 17               | 2                |

出場歴
- Jリーグ初出場 - 2016年5月3日 J2 第11節・モンテディオ山形戦（味の素スタジアム）
- Jリーグ初得点 - 2017年6月25日 J2 第20節・FC町田ゼルビア戦（町田市立陸上競技場）

## 代表歴
- U-15日本代表
  - AFC U-16選手権・予選 (2013年)
- U-16日本代表
  - 第11回デッレナツィオーニトーナメント (2014年)
  - AFC U-16選手権 (2014年)
- U-17日本代表
  - サニックス杯国際ユースサッカー大会 (2015年)
  - 国際ユースサッカーin新潟 (2015年)
- U-18日本代表 
  - イングランド遠征（2015年)
- U-19日本代表
  - NTC招待大会 (2016年)
- U-20日本代表
  - M-150カップ（2017年）
- U-21日本代表
  - アジア競技大会（2018年）
- U-22日本代表
  - 北中米遠征（2019年）
  - ブラジル遠征（2019年）
- U-24日本代表
  - SAISON CARD CUP 2021（2021年）
- 日本代表
  - コパ・アメリカ2019（2019年）

## タイトル

### クラブ
横浜F・マリノス
- J1リーグ ：2回（2019年、2022年）
- FUJIFILM SUPER CUP ：1回（2023年）

### 個人
- Jリーグ優秀選手賞 (2023年)